# Deveta nebesa
Deveta nebesa je roman Draga Graha.

## Zgodba
Glavni junak Jurij Vukajč, oče treh otrok in mož Matilde, je zaposlen pri podjetju Fundament. Vukajč je mnogokrat zaradi neprestanega dela in selitve odsoten zdoma, prav ta odsotnost pa povzroča v zakonu neprestane težave. Jurij opravlja delo zidarja v rodnem kraju, vmes pa se mora odpraviti na delo v Nemčijo, da bi si prislužil denar za obnovo hiše. Hišo jim je že zajel zemeljski plaz, zato sta z ženo neprestano v skrbeh, da se to ne ponovi. Jurij je nadpovprečno nadarjen človek, ki se zaradi pomanjkanja sredstev kljub goreči želji ni mogel izšolati. Neugodne domače razmere so ga vodile na pot sezonskega zidarja, ki se zaplete v spor s partijskim sekretarjem podjetja Polakom in njegovim prijateljem Bajukom. Ta pohlepneža in tipična predstavnika družbeno političnega življenja ga čedalje trdneje vklepata v svoje izkoriščevalske verige. Polak želi Jurija sprejeti v partijo, ki ji Jurij sprva nasprotuje, vendar ga Polak zvito pregovori. Glavni junak v Bajuku in Polaku spozna utelešeno družbeno zlo in sklene, da bo to zlo — bajukovščino in polakovščino uničil. Ko ugotovi, da mu pri tem ne želi pomagati nihče, sklene napasti sam. Ob strani mu stoji le Safet, Vukajčev sodelavec, preostali pa se bojijo za družbeni položaj. Svojeglavi Jurij, ki se je v težkih sezonskih letih in neskončnih urah garanja telesno in duševno izčrpal, osebno propade. Zgodba se zaključi s smrtjo Vukajča in Bajuka.
Naslov romana Deveta nebesa je povezan z izgradnjo stolpnice, ki ima devet nadstropij. Roman se zaključi v stolpnici, iz katere zaradi prerekanja in prerivanja  padeta Jurij in Bajuk. Naslednji dan ju mrtva najdejo v jašku.

## Kritike, literarna zgodovina
»Njegov roman se ves čas giblje med skrajnimi družbenomoralnimi nasprotji in pisatelj se opredeljuje z dokaj jasnimi stališči. Gre mu za nasprotja med besedami in dejanji, med teorijo in prakso, med iluzijo in resničnostjo, med poniglavostjo in pogumom, med lažjo in resnico, med komolčarstvom in resnično ideološko zavestjo, med navadno človeško nepoštenostjo in poštenostjo, gre mu za tiste družbene pojme, ki jih po svojih junakih imenuje »polakovščina« in »bajukovščina«. [...] Beseda ima v Grahovem tekstu posebno funkcijo in avtor ravno tako s pridom uporablja njeno oblikovno kot njeno pomensko plat. Dostikrat se pisateljeva beseda toliko individualizira, da začne izgubljati svoj splošni komunikativni namen in postaja izraz čisto svojskega notranjega stanja. Njegovo izrazje se tedaj harmonično sklada s posebnim ozračjem romana in še daleč ne dela vtis hotene originalnosti, pač pa naravno dopolnjuje Vukajčevo podobo.« (Jože Šifrer 1970: 560−61)